# جيريمياه بلانشارد
جيريمياه بلانشارد هو سياسي كندي، ولد في 27 سبتمبر 1859، وتوفي في 17 مارس 1939.